# Luc Cyr
Luc Cyr (Saint-Jérôme, 21 novembre 1953) è un arcivescovo cattolico canadese, dal 26 luglio 2011 arcivescovo metropolita di Sherbrooke.

## Biografia

### Formazione e ministero sacerdotale
Ha studiato presso il collegio Marie-Victorin e al Cégep di Saint-Jérôme e ha sostenuto gli studi teologici presso il seminario maggiore di Montréal e presso l’università della medesima città.
È stato ordinato sacerdote il 29 agosto 1980. Nel 1984 ha studiato per un anno spiritualità presso il Movimento dei focolari a Firenze ed in seguito ha perfezionato gli studi teologici presso l'Accademia alfonsiana di Roma, conseguendo nel 1987 la licenza in teologia morale. Ritornato in Canada ha svolto il ministero pastorale presso diverse parrocchie della diocesi di Saint-Jérôme fino al 1989, quando è stato nominato responsabile dei servizi di formazione e del servizio vocazionale.
Nel 1994 è stato nominato vicario generale della diocesi di Saint-Jérôme.
Nel 1999 è nominato prelato d'onore di Sua Santità.

### Ministero episcopale
Il 10 maggio 2001 papa Giovanni Paolo II lo ha nominato vescovo di Valleyfield.
Ha ricevuto l'ordinazione episcopale il 17 giugno successivo nella cattedrale di Valleyfield dalle mani del cardinale Jean-Claude Turcotte, arcivescovo metropolita di Montréal, co-consacranti il vescovo emerito di Valleyfield Robert Lebel e il vescovo di Saint-Jérôme Gilles Cazabon.
Il 26 luglio 2011 papa Benedetto XVI lo ha promosso arcivescovo metropolita di Sherbrooke, succedendo al predecessore André Gaumond, dimessosi per raggiunti limiti di età ; contestualmente è divenuto gran cancelliere dell'università di Sherbrooke e cancelliere del seminario di Sherbrooke. Ha preso possesso dell'arcidiocesi il 29 settembre successivo e ha ricevuto il pallio il 29 giugno 2012.
Il 4 maggio 2006 e l'11 maggio 2017 ha compiuto la visita ad limina.
Dal 2015 ricopre la carica di co-tesoriere presso la Conferenza episcopale canadese e vicepresidente dell'assemblea dei vescovi cattolici del Québec.
Nel 2018 ha partecipato alla XV assemblea generale ordinaria del sinodo dei vescovi, dal tema: "I giovani, la fede e il discernimento vocazionale", sostenendo che quando i giovani vengono avvolti troppo rapidamente in una comunità "dove il modo di vivere lascia poco spazio alla libertà e all'emancipazione", alcuni di loro subiscono un'enorme pressione per entrare nella vita religiosa e non si rendono conto finché non compiono 30 o 40 anni che non avevano fatto la scelta in piena libertà. Per un "sano discernimento" di una vocazione, un giovane ha bisogno di una guida saggia, della disponibilità di un consigliere esterno al gruppo e di un contatto continuo con la sua famiglia, ha affermato l'arcivescovo. “Soprattutto è importante ribadire a tutti che il Signore chiama le persone liberamente alla libertà”.
Durante il viaggio apostolico di papa Francesco in Canada avvenuto nel mese di luglio 2022 ha accompagnato alcuni sopravvissuti delle scuole residenziali all'incontro avvenuto con il Santo Padre, durante il quale quest'ultimo ha chiesto perdono per quanto fosse accaduto in passato.

## Stemma e motto

Stemma episcopale

Tagliato: al I d'azzurro ai tre anelli intrecciati d'oro, al II d'oro alla stella (5) d'azzurro..
Ornamenti esteriori da arcivescovo metropolita.
Motto: Un seul coeur, une seule âme..

## Genealogia episcopale e successione apostolica
La genealogia episcopale è:
- Cardinale Scipione Rebiba
- Cardinale Giulio Antonio Santori
- Cardinale Girolamo Bernerio, O.P.
- Arcivescovo Galeazzo Sanvitale
- Cardinale Ludovico Ludovisi
- Cardinale Luigi Caetani
- Cardinale Ulderico Carpegna
- Cardinale Paluzzo Paluzzi Altieri degli Albertoni
- Papa Benedetto XIII
- Papa Benedetto XIV
- Cardinale Enrico Enriquez
- Arcivescovo Manuel Quintano Bonifaz
- Cardinale Buenaventura Córdoba Espinosa de la Cerda
- Cardinale Giuseppe Maria Doria Pamphilj
- Papa Pio VIII
- Papa Pio IX
- Cardinale Alessandro Franchi
- Cardinale Giovanni Simeoni
- Cardinale Antonio Agliardi
- Cardinale Basilio Pompilj
- Cardinale Adeodato Piazza, O.C.D.
- Cardinale Paul-Émile Léger, P.S.S.
- Cardinale Paul Grégoire
- Cardinale Jean-Claude Turcotte
- Arcivescovo Luc Cyr

La successione apostolica è:
- Vescovo Christian Rodembourg, M.S.A. (2017)